# Грчка национална туристичка организација
Грчка национална туристичка организација (грч. Εθνικός Οργανισμός Τουρισμού), често скраћено као ГНТО (грч. EOT) је владин одбор за промоцију туризма у Грчкој. Функционише под надзором Министарства туризма Грчке.

## Историја
Грчка национална туристичка организација, која је основана 1929. године и поново успостављена 1950. године, је јавно тело под надзором Министарства туризма Грчке. Његова главна мисија данас је да развија и промовише грчки туристички производ кроз спровођење промотивних туристичких кампања како у Грчкој тако и у иностранству, користећи своју широку мрежу канцеларија у иностранству.

## Промотивни рад
Током година, организација је финансирала различите успешне рекламне кампање, укључујући и веома успешну кампању „Живи свој мит у Грчкој“. Мото кампање 2010. био је „Ви у Грчкој“ и „xx у Грчкој“, и углавном се фокусирао на бројне могућности које земља пружа туристима, са разним дестинацијама и активностима. „Ви у Атини“ и „Ви у Солуну“ такође су коришћени за промоцију два највећа града у земљи и центара културе и забаве. Рекламна кампања 2010. објавила је низ промотивних ТВ спотова у складу са кампањом плаката „Ви у Грчкој“, који су преведени на различите језике, укључујући кинески, бугарски и немачки.
Претходни слогани кампање укључују:
- "Живи свој мит у Грчкој" (2005)
- „Грчка стара 5000 година: ремек-дело које можете приуштити“
- „Грчка: истражи своја чула“
- „Моје грчко искуство“ (2008; ТВ рекламе које користе аматерске видео снимке)
- „Грчка: Калимера!“ (2009)
- "Грчка: Ви у Грчкој" (2010)
- „Грчка: класика за сва времена“ (2014)
- „Грчка: одредиште од 365 дана“ (2017)
- „Грчка: увек у сезони“ (2020)
- "Све што желиш је Грчка" (2021)

### Канцеларије у иностранству
Тренутно ГНТО има канцеларије у следећим земљама:
| - Аустрија: Беч - Кина: Пекинг - Кипар: Никозија - Немачка: Франкфурт на Мајни - Пољска: Варшава - Израел: Тел Авив - Италија: Милано | - Холандија: Амстердам - Румунија: Букурешт - Русија: Русија - Шведска: Стокхолм - Србија: Београд - Турска: Истанбул - Велика Британија: Лондон - САД: Њујорк |